# Rancy
Rancy ist eine französische Gemeinde im Département Saône-et-Loire in der Region Bourgogne-Franche-Comté. Sie gehört zum Arrondissement Louhans und zum Kanton Cuiseaux. Die Gemeinde hat 612 Einwohner (Stand 1. Januar 2022), sie werden Rancillats genannt.

## Geografie

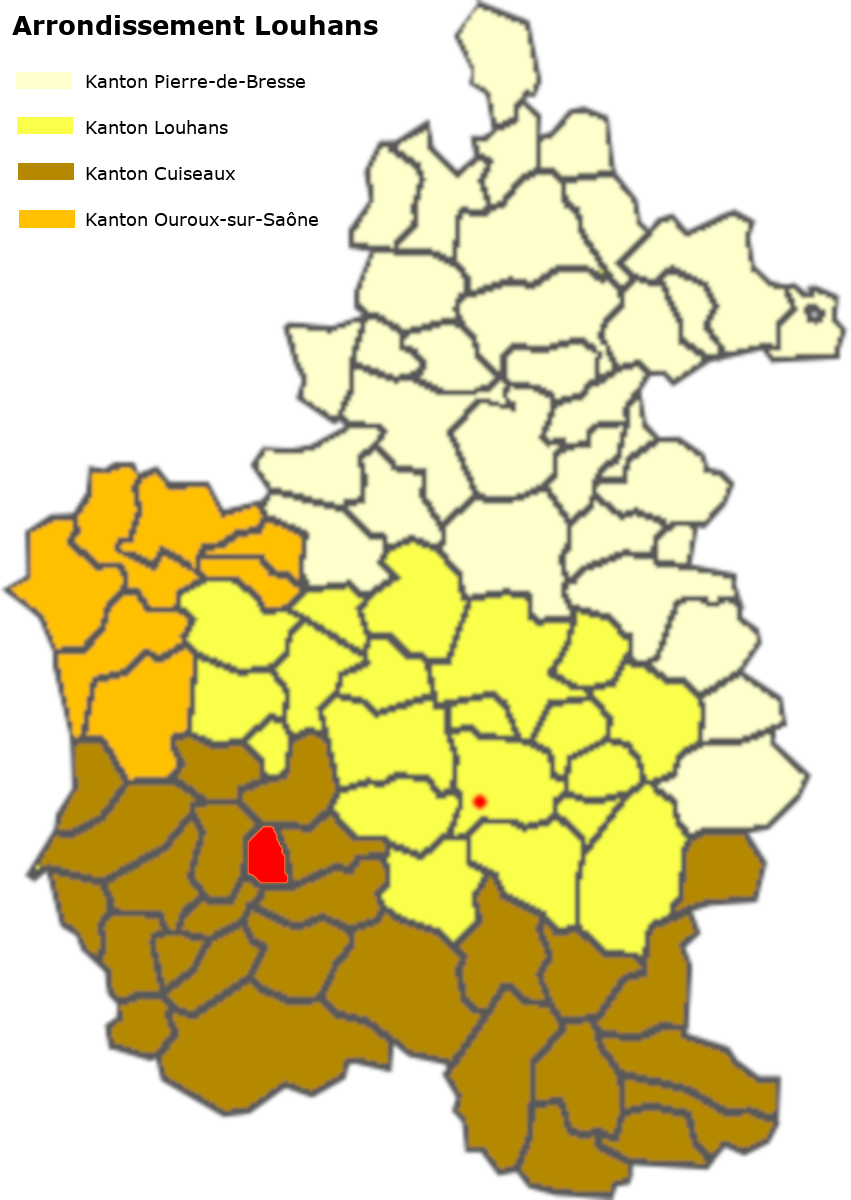
Lage der Gemeinde im Arrondissement Louhans

Die Gemeinde liegt in der Landschaft Bresse im südlichen Drittel des Arrondissement Louhans in einer Schleife der Seille, welche die nördliche und westliche Gemeindegrenze bildet. Im Norden des Gemeindegebietes entspringt der Ruisseau des Collonges, er mündet beim Port de Chevreuse in die Seille. Er nimmt auf seinem kurzen Lauf weitere Biefs auf, die das Gebiet in der Seilleschlaufe entwässern. Auf dem Gemeindegebiet befinden sich keine Waldflächen, lediglich Pappelplantagen im Überschwemmungsbereich der Seille, nördlich und westlich des Bourg. Durch die Gemeinde verläuft die Departementsstraße D971 (Jouvençon–Bantanges). Zur Gemeinde gehören die folgenden Weiler und Fluren: le Bas-de-Rancy, les Collonges, la Cravotte, l’Étang, le Haut-de-Rancy, les Mollets, les Platrières, Port-de-Chevreux, les Taillis, le Tremblay, la Trempière, les Villarets.

### Klima
Das Klima in Rancy ist warm und gemäßigt. Es gibt das ganze Jahr über deutliche Niederschläge, selbst der trockenste Monat weist noch hohe Niederschlagsmengen auf. Die Klassifikation des Klimas nach Köppen und Geiger ist Cfb ((Gemäßigtes) Ozeanklima). Die Temperatur liegt im Jahresdurchschnitt bei 12,1 °C. Der wärmste Monat ist der Juli mit einer Durchschnittstemperatur von 21,2 °C, der kälteste der Januar mit 3,4 °C. Über ein Jahr verteilt summieren sich die Niederschläge auf 1121 mm, dabei ist der November mit 118 mm der niederschlagsreichste, während März als trockenster Monat 77 mm aufweist. Über das ganze Jahr werden etwa 2755 Sonnenstunden gezählt.
|                        | Jan | Feb | Mär  | Apr  | Mai  | Jun  | Jul  | Aug  | Sep  | Okt  | Nov  | Dez |   |      |
| Mittl. Temperatur (°C) | 3,4 | 4,1 | 7,6  | 11,3 | 15,1 | 19,3 | 21,2 | 20,8 | 17,1 | 13,0 | 7,5  | 4,2 | ⌀ | 12,1 |
| Mittl. Tagesmax. (°C)  | 6,4 | 7,8 | 12,1 | 15,8 | 19,5 | 24,0 | 25,9 | 25,6 | 21,6 | 17,0 | 10,6 | 7,0 | ⌀ | 16,2 |
| Mittl. Tagesmin. (°C)  | 0,8 | 0,7 | 3,4  | 6,5  | 10,4 | 14,3 | 16,4 | 16,1 | 12,9 | 9,4  | 4,6  | 1,7 | ⌀ | 8,1  |
|                        |     |     |      |      |      |      |      |      |      |      |      |     |   |      |
| Niederschlag (mm)      | 94  | 79  | 77   | 93   | 99   | 83   | 82   | 88   | 99   | 109  | 118  | 100 | Σ | 1121 |

| 0,8 |

| 0,7 |

| 3,4 |

| 6,5 |

| 10,4 |

| 14,3 |

| 16,4 |

| 16,1 |

| 12,9 |

| 9,4 |

| 4,6 |

| 1,7 |

| 0,8 |

| 0,7 |

| 3,4 |

| 6,5 |

| 10,4 |

| 14,3 |

| 16,4 |

| 16,1 |

| 12,9 |

| 9,4 |

| 4,6 |

| 1,7 |

## Toponymie
Die erste Erwähnung geht zurück auf die Zeit zwischen 1167 und 1184, in der Ugonet de Rance als Zeuge bei einer Vertragsunterzeichnung auftrat. Durch die Gemeinde führte eine Römerstraße, die zwischen Les Millets und der Grenze zu Bantanges noch heute als Route des Romains bezeichnet wird. Es ist wahrscheinlich, dass das Gebiet bereits zu gallo-römischer Zeit besiedelt war. Ernest Nègre führt den Namen zurück auf den Personennamen Rancius, mit dem Possessivsuffix -acum wurde sein Besitz zu Ranciacum und 1312 wird denn auch Apud Rainciacum erwähnt.

## Geschichte
Rancy war ursprünglich eine kleine Stadt oder zumindest ein Marktort, der im heutigen Weiler Millets lag. 1387 wurde ein Urteil gefällt, da die Herren von Sainte-Croix und der Herzog von Burgund im Streit lagen. Der Kastellan von Cuisery und sein Sergeant Jean Clerc hatten den Herren von Sainte-Croix Schaden zugefügt, weil die von Sainte-Croix einen abtrünnigen Revolutionär nicht herausgeben wollten, sondern diesen gar dem Grafen von Savoyen überstellten. Aus Rache drang Jean Clerc mit 100 bis 120 bewaffneten Männern in das Gebiet des Herzogs ein und sie stahlen eine große Menge Vieh und Pferde, brandschatzten und plünderten die Speicher in Rancy und in anderen Orten und stahlen das Geld und die Möbel, die sie fanden und trugen alles nach Hause, ohne dass man ihrer habhaft werden konnte. Es scheint also eine habliche Gegend gewesen zu sein, in der eine Hundertschaft Männer derart wüten konnte. Die Siedlung in Millets wurde während dieser Auseinandersetzung zerstört. Am 26. Februar 1653 wurde der Ort nochmals vollständig niedergebrannt durch Jean-Baptiste Prisque de la Tour Serville, der gegen den König rebellierte und von 500 Männern begleitet war. Der Herr von Rancy, Charles de Thoisy, verlor dadurch etwa 50.000 Écus, verließ Rancy und ließ sich in Joudes nieder. Im 17. Jahrhundert gehörte Rancy den Berbis, Barons des Barres, zusammen mit Huilly-sur-Seille und weiteren Gebieten.
Bei der Brandschatzung von 1653 wurden vermutlich das Schloss und die Kirche zerstört, der Gottesdienst fand weiterhin in der Kapelle statt, trotz ihrer Baufälligkeit konnte keine andere Lösung gefunden werden. In den 1930er Jahren konnte endlich dass Innere renoviert werden, 1978 wurde das Dach mit Flachziegeln neu eingedeckt. 1995 fand eine umfassende Renovation statt, nachdem seit 1981 ein Komitee mit verschiedenen Anlässen (Sauerkrautessen, Tombola) bemüht war, das notwendige Geld zu sammeln.
Italienische Stuhlmacher und Dreher gelangten zu Beginn des 19. Jahrhunderts in die Gegend von Rancy und Bantanges. Dank der Sand-Segge, die in diesem Gebiet zahlreich wächst war das Rohmaterial zur Genüge vorhanden und das Stuhlmachen wurde zu einer wahren Industrie. 1993 wurden noch 20 Betriebe und über 500 Arbeitnehmer gezählt.

## Bevölkerung
| Rancy: Einwohnerzahlen von 1793 bis 2020 | Rancy: Einwohnerzahlen von 1793 bis 2020 | Rancy: Einwohnerzahlen von 1793 bis 2020 | Rancy: Einwohnerzahlen von 1793 bis 2020 | Rancy: Einwohnerzahlen von 1793 bis 2020 |
| --- | ---------------------------------------- | ---------------------------------------- | ---------------------------------------- | ---------------------------------------- |
| Jahr |                                          |                                          |                                          | Einwohner                                |
| 1793 | 1793                                     |                                          | 386                                      | 386                                      |
| 1800 | 1800                                     |                                          | 389                                      | 389                                      |
| 1806 | 1806                                     |                                          | 394                                      | 394                                      |
| 1821 | 1821                                     |                                          | 421                                      | 421                                      |
| 1831 | 1831                                     |                                          | 443                                      | 443                                      |
| 1836 | 1836                                     |                                          | 445                                      | 445                                      |
| 1841 | 1841                                     |                                          | 438                                      | 438                                      |
| 1846 | 1846                                     |                                          | 462                                      | 462                                      |
| 1851 | 1851                                     |                                          | 488                                      | 488                                      |
| 1856 | 1856                                     |                                          | 485                                      | 485                                      |
| 1861 | 1861                                     |                                          | 557                                      | 557                                      |
| 1866 | 1866                                     |                                          | 548                                      | 548                                      |
| 1872 | 1872                                     |                                          | 587                                      | 587                                      |
| 1876 | 1876                                     |                                          | 613                                      | 613                                      |
| 1881 | 1881                                     |                                          | 593                                      | 593                                      |
| 1886 | 1886                                     |                                          | 665                                      | 665                                      |
| 1891 | 1891                                     |                                          | 690                                      | 690                                      |
| 1896 | 1896                                     |                                          | 708                                      | 708                                      |
| 1901 | 1901                                     |                                          | 719                                      | 719                                      |
| 1906 | 1906                                     |                                          | 738                                      | 738                                      |
| 1911 | 1911                                     |                                          | 745                                      | 745                                      |
| 1921 | 1921                                     |                                          | 628                                      | 628                                      |
| 1926 | 1926                                     |                                          | 629                                      | 629                                      |
| 1931 | 1931                                     |                                          | 621                                      | 621                                      |
| 1936 | 1936                                     |                                          | 619                                      | 619                                      |
| 1946 | 1946                                     |                                          | 604                                      | 604                                      |
| 1954 | 1954                                     |                                          | 608                                      | 608                                      |
| 1962 | 1962                                     |                                          | 637                                      | 637                                      |
| 1968 | 1968                                     |                                          | 630                                      | 630                                      |
| 1975 | 1975                                     |                                          | 585                                      | 585                                      |
| 1982 | 1982                                     |                                          | 605                                      | 605                                      |
| 1990 | 1990                                     |                                          | 594                                      | 594                                      |
| 1999 | 1999                                     |                                          | 516                                      | 516                                      |
| 2009 | 2009                                     |                                          | 553                                      | 553                                      |
| 2014 | 2014                                     |                                          | 528                                      | 528                                      |
| 2020 | 2020                                     |                                          | 604                                      | 604                                      |
| Quelle(n): EHESS/Cassini bis 2006, ab 2009 INSEE Anmerkung(en): • Ab 1962 offizielle Zahlen ohne Einwohner mit Zweitwohnsitz • Höchste Einwohnerzahl 1911 mit 745, tiefste Einwohnerzahl 1793 mit 386 (51,8 % vom Maximum) |                                          |                                          |                                          |                                          |

| Bevölkerungsstruktur | Anzahl Einwohner | männlich | weiblich | davon Ausländer | Anteil % |
| -------------------- | ---------------- | -------- | -------- | --------------- | -------- |
|                      | 612              | 290      | 322      | 23              | 3,8      |

| Männer | Alterstufe | Frauen |
| ------ | ---------- | ------ |
| 3      | 90 + älter | 3      |
| 24     | 75–89      | 35     |
| 64     | 60–74      | 61     |
| 51     | 45–59      | 55     |
| 52     | 30–44      | 56     |
| 40     | 15–29      | 39     |
| 56     | 0–14       | 73     |

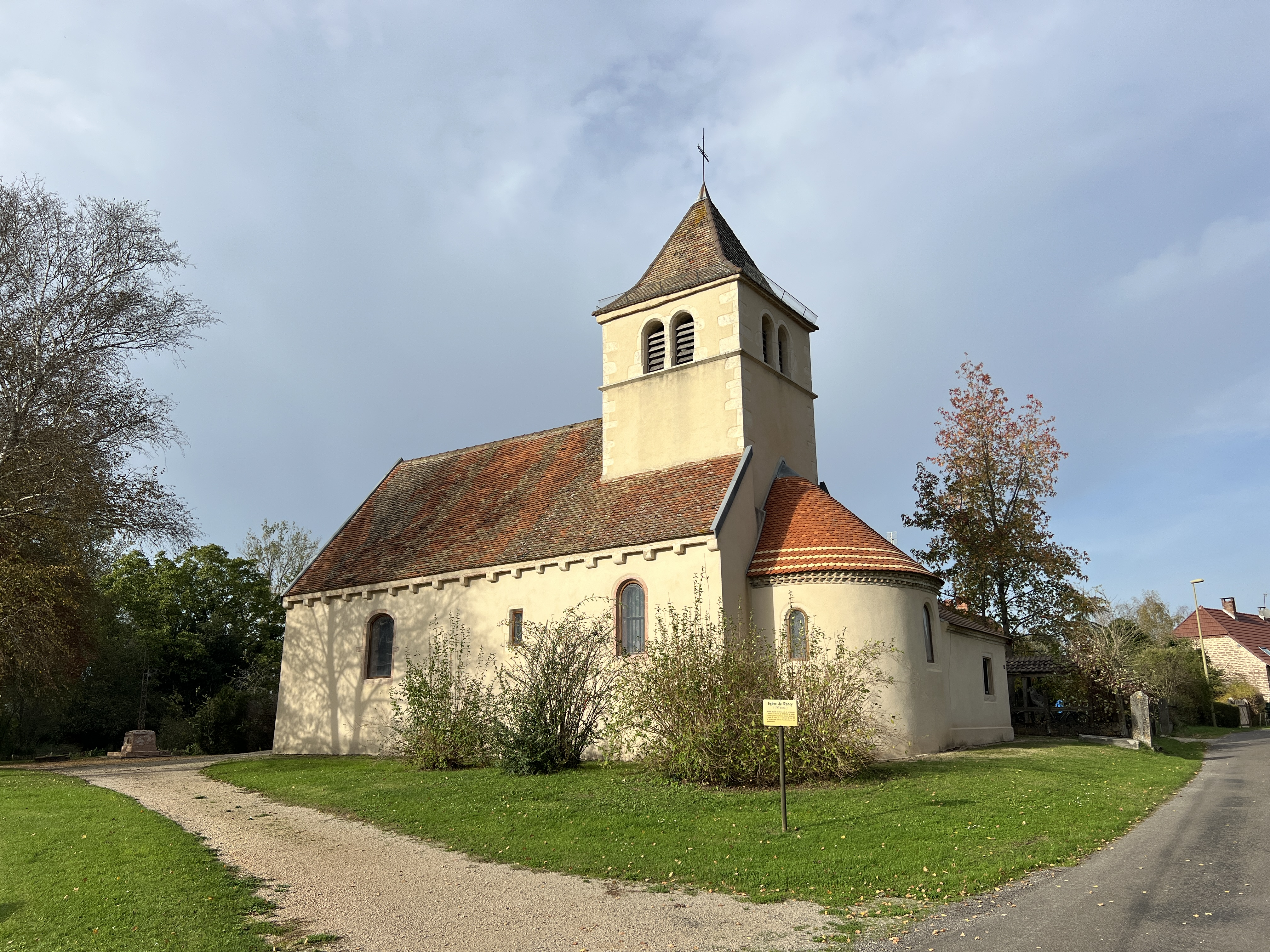
Kirche Saint-Just in Rancy

Die Bevölkerungsstruktur zwischen Männern und Frauen weist einen Überhang zugunsten der Frauen auf, die 52,6 % der Bevölkerung ausmachen. Dabei sind 52 % der Bevölkerung jünger als 45 Jahre. Demgegenüber sind 31 % der Einwohner älter als 60 Jahre und damit im Rentenalter.
| Wohnstruktur               | Anzahl Wohneinheiten | davon Häuser | Wohnungen | sonstige |
| -------------------------- | -------------------- | ------------ | --------- | -------- |
|                            | 330                  | 323          | 4         | 3        |
| davon Hauptwohnsitz        | 253                  |              |           |          |
| Zweit- oder Ferienwohnsitz | 29                   |              |           |          |
| vakant                     | 48                   |              |           |          |

## Wirtschaft und Infrastruktur

### Unternehmen, Betriebe, Ladengeschäfte und Einrichtungen
In der Gemeinde gibt es nebst Kirche und Mairie (Gemeindehaus) folgende Unternehmen nach Branchen:
| Branche                                                           | Anzahl Betriebe |
| ----------------------------------------------------------------- | --------------- |
| Industrie und verarbeitendes Gewerbe                              | 11              |
| Baugewerbe                                                        | 5               |
| Groß- und Einzelhandel, Verkehr, Beherbergung und Gastronomie     | 10              |
| Information und Kommunikation                                     | 2               |
| Finanz- und Versicherungsdienstleistungen                         |                 |
| Grundstücks- und Wohnungswesen                                    | 1               |
| Freiberufliche, wissenschaftliche und technische Dienstleistungen | 2               |
| Öffentliche Verwaltung, Unterricht, Gesundheits- und Sozialwesen  | 1               |
| Sonstige Dienstleistungen                                         | 5               |
| Land- und Forstwirtschaftsbetriebe                                | 3               |

In der Gemeinde befinden sich eine Bäckerei, eine Eisenwarenhandlung, ein Coiffeursalon, ein Generalunternehmen der Baubranche, ein Bauhandwerksbetrieb und drei Schreinerei-/Zimmereien. Im Weiteren verfügt die Gemeinde über einen Tennis-, einen Fußball- und einen Pétanqueplatz, eine Arztpraxis, einen Mehrzwecksaal, zwei Restaurants und eine Post. Mit den Gütern des täglichen Bedarfs versorgen sich die Einwohner in Cuisery oder in Louhans.

### Geschützte Produkte in der Gemeinde
Als AOC-Produkte sind in Rancy Crème et beurre de Bresse zugelassen, ferner Volaille de Bresse und Dinde de Bresse.

### Bildungseinrichtungen
In der Gemeinde besteht eine École primaire (École maternelle und École élémentaire), die der Académie de Dijon untersteht und von 49 Schulpflichtigen besucht wird. Für die Schule gilt der Ferienplan der Zone A.

## Sehenswürdigkeiten
- Kirche Saint-Just aus dem 12. Jahrhundert, Beschreibung und Fotos der Kirche[22]